# 류큐 방송

류큐 방송(RBC) 로고

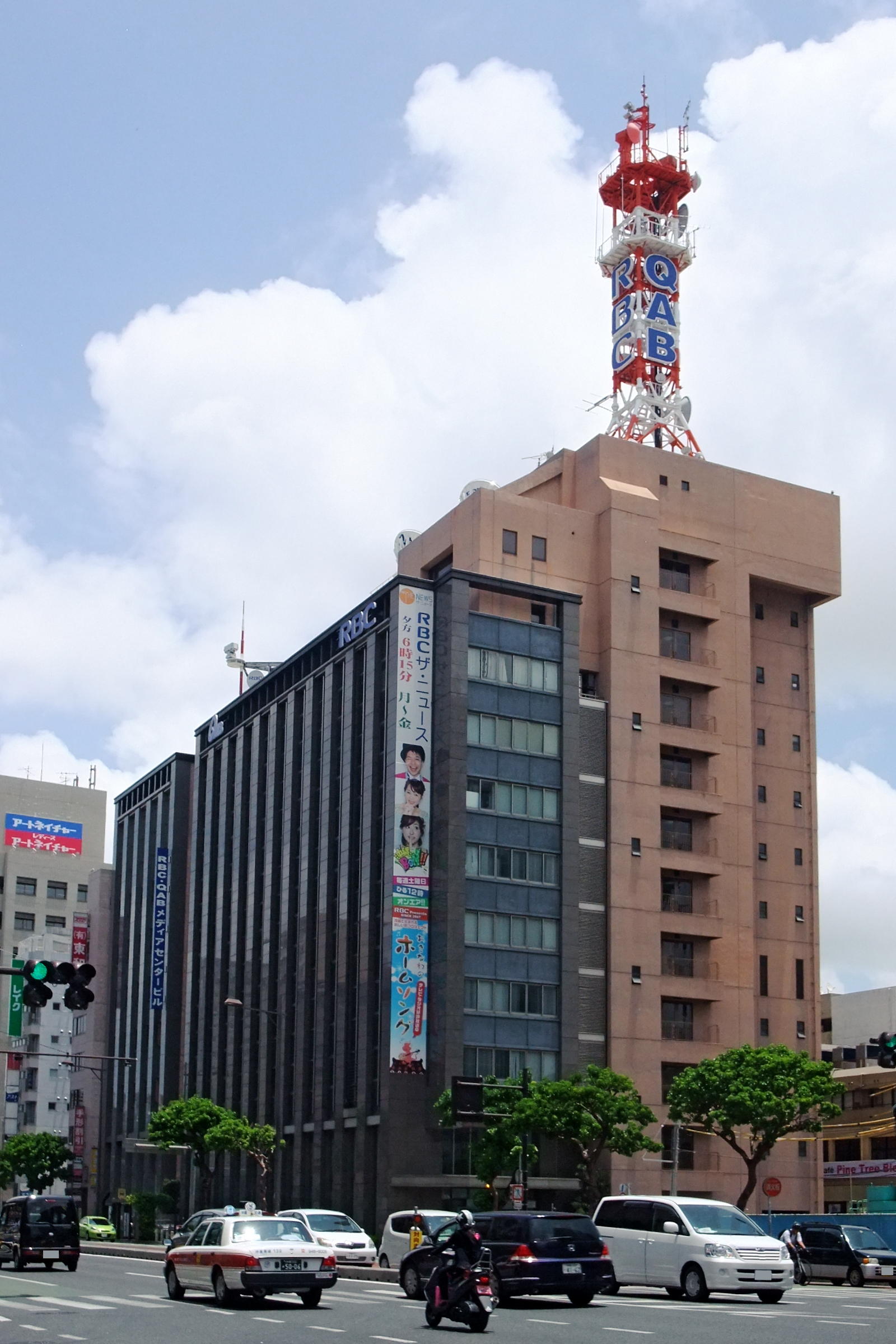
류큐 방송, 류큐 아사히 방송 공용 사옥

류큐 방송(일본어: 琉球放送)은 일본 오키나와현에 있는 라디오·텔레비전 겸영 방송국이다. 라디오 방송국은 1954년 10월 1일에, 텔레비전 방송국은 1960년 6월 1일에 개국했다.
약칭은 RBC, 라디오 콜사인은 JORR, 텔레비전 콜사인은 JORR-DTV이다.

## 개요
- 라디오 방송국은 사내별도회사가 되어 명칭을 2002년 4월 「RBCi 라디오」로 변경했다.
- 텔레비전 방송국은JNN계열, 라디오는 JRN계열국이다.
- 오키나와 최초의 민영방송국으로 나중에 개국한 류큐아사히 방송(아나운스·보도 취재·일부 영업 관계등을 제외한 다른 업무는 류큐방송에 위탁하고 있다)과 사옥을 같이 쓰고 있다.
- 2011년 7월 22일 다이토 제도에 텔레비전 중계국이 설치되기 전에는 오키나와 현지 텔레비전 방송국 대신 도쿄에서 오가사와라 제도전용으로 방송되고 있는 위성전파를 이용해 네트워크 중심방송국인 도쿄 방송(TBS)을 시청했으며 오키나와현의 정보는 전화 회선에 의한 자막형태로 삽입되고 있었다.
- 라디오의 경우 낮에는 중심주파수를 통해 직접 수신이 가능하지만 밤에는 외국 방송국과의 혼신때문에 수신이 곤란했으며 이 문제는 2007년 4월 1일 NHK 오키나와 방송국(NHK 라디오제1방송만)·라디오 오키나와와 함께 미나미다이토촌에 FM파를 사용한 중계국이 설치되면서 해소되었다.

## 연혁
- 1948년 5월 3일 미국 극동군사령부(CINCFE), 필리핀·류큐 군사령부(PHIL-RYCOM)에 잠정적으로 방송국 건설을 인가.
- 1949년 5월 16일 류큐 방송국(호출 부호 AKAR), 미군 정부 통신부에 의해 개설(1주일후 방송 중지).
- 1950년 1월 21일 「류큐의소리」류큐 방송국, 미군 정부 정보 교육부(후의 미국민정부 정보교육부)에 의해 정식으로 개설(호출부호 AKAR, 1400kc　500 W).
- 1953년 2월 1일 「류큐의 소리」, 호출 부호를 KSAR, 주파수 740kc, 출력 3kW로 변경.
- 1954년 3월 20일 류큐대학재단, 라디오 오키나와(현재의 ROK 라디오오키나와와는 직접 관계 없음)와 방송 시설 임대 계약(하루 8시간 임대권 매입).
- 1954년 4월 1일 「류큐의 소리」, 류큐 미국 국민정부에서 류큐 대학 재단으로 소유권 이관.
- 1954년 6월 1일 라디오 오키나와사에 의한 방송 개시(1일 10시간분은 KSAR 직원이 벌충).
- 1954년 7월 20일 류큐대학제단 라디오 오키나와사와의 임대 계약 해소.
- 1954년 9월 20일 류큐 방송 주식회사 설립.
- 1954년 10월 1일 류큐대학제단 모든 방송 설비를 임차해 일본 본토를 포함해 37번째 , 오키나와에서 첫 번째 방송 개시(호출부호 KSAR, 주파수 740kc, 출력 3kW는 변함없음).
- 1955년 9월 1일 영어 방송 개시(호출 부호 KSBK, 880kc　500W).
- 1957년 7월 24일 텔레비전 방송 면허 신청(류큐정부는 각하).
- 1958년 10월 1일 류큐대학제단으로부터 방송 시설을 매수해 완전한 형태의 민영 라디오 방송국으로서 스타트.
- 1959년 4월 6일 텔레비전 방송 면허 재신청.
- 1959년 12월 2일 텔레비전 방송 예비 면허 교부.
- 1960년 6월 1일 오키나와 2번째 민영 텔레비전 방송을 개시(호 부호 KSAR-TV, US12ch).동시에 뉴스 네트워크JNN에 가맹.
- 1960년 7월 19일　영어방송(KSBK)의 출력이 3kW가 된다.
- 1962년 4월 일본어라디오(KSAR)의 출력이 5kW가 된다.
- 1963년 6월 1일 구메지마 텔레비전 중계국 개국(US7ch, 오키나와 첫 텔레비전 중계국).
- 1964년 4월 1일 사키시마 라디오 중계국(히라라) 개국(1150kc　500 W).
- 1965년 5월 2일 라디오 네트워크JRN에 가맹.
- 1968년 5월 5일 컬러 텔레비전 방송 개시.(오키나와 TV 방송과 같은시기.)
- 1972년 5월 15일 오키나와의 일본 복귀에 의해, 호출 부호를 텔레비전은 JORR-TV, 일본어 라디오는 JORR, 영어 라디오는 JORO로 변경.텔레비전 채널도 미국식에서 일본식으로 변경된다(나하 US12ch→JA10ch, 구메지마 US7ch→JA4ch).동시에 일본 민영 방송국 자격으로 JNN·JRN에 정식 가맹.
- 1973년 11월 1일 영어 라디오 방송 JORO 폐지. 호출 부호 JORO는 미야코 라디오 중계국으로 이전.
- 1978년 11월 23일　라디오 주파수가 변경된다(나하 740→738kHz, 미야코 1150→1152kHz)
- 1981년 1월 26일　카카즈 텔레비전 송신소의 문제로 저녁에 방송이 멈추어 버리는 방송 사고가 있었다.
- 1985년 6월 1일 텔레비전 송신소를 카카즈 송신소에서 도미구스쿠 촌(현재의 도미구스쿠 시) 다카야스에 이전.동시에 음성다중방송 개시.
- 1993년 12월 16일　오키나와 TV와 공동으로 사키시마(미야코·야에야마 제도) 텔레비전 중계국 개국.
- 1995년 9월 28일　나하 라디오국의 출력을 10kW로 증력(사옥을 같이쓰는 류큐아사히 방송이 개국하기 때문에 출력을 증력시켰고 그로 인한 송신소 갱신 공사를 위해 그 해 3월과 6월말~8월의 토일요일 방송을 심야 1시에 종료했다)
- 1995년 10월 1일　RBC와 TV 아사히가 중심적으로 출자한 류큐아사히방송(QAB)이 개국하면서 TV아사히계열 프로그램을 류큐아사히방송으로 옮긴다(2002년 민교협가맹을 통해 민교협관련 프로그램만이 방송된다).
- 2001년 북부 라디오 FM중계국 개국.(나고, 구니가미 지역용)
- 2002년 4월 라디오 방송국을 사내 별도회사화시켜 라디오국의 명칭을 현재의 「RBCi 라디오」로 변경했다(이 날부터 오키나와 타임즈, 류큐 신보 등 현내의 신문사의 라디오란 표기는 「RBCi 라디오」로 변경)
- 2002년　민간방송 교육협회(민교협)에 정식 가맹.
- 2004년 4월 1일　RBCi 라디오 야에야마 FM중계국 개국.(이시가키, 소나이, 요나구니)
- 2005년 4월 1일　RBCi 라디오 미야코 FM중계국 개국.(이라부, 다라마)
- 2005년 5월 2일　RBCi 라디오 미야코(AM)중계국(호출 부호 JORO) 폐지.
- 2006년 9월 27일 디지털 마스터로 갱신. 운용 개시. (NEC 제 디지털 아날로그 통합 마스터)
- 2006년 11월 1일 지상 디지털 텔레비전 서비스 방송 개시.
- 2006년 12월 1일 지상 디지털 텔레비전 방송 개시.
- 2007년 4월 1일　RBCi 라디오 미나미다이토 FM중계국 개국.
- 2009년 10월 21일　사키시마 지역에서 지상파 디지털 텔레비전 방송 개시(오키나와 지역 민영 텔레비전 3개 방송사 동시).
- 2011년 7월 22일　미나미다이토 섬에서 지상파 디지털 텔레비전 방송 개시 (오키나와 지역 민영 텔레비전 3개 방송사 및 NHK 오키나와 방송국 동시).
- 2011년 7월 24일 지상파 아날로그 텔레비전 방송 종료.
- 2017년 12월 16일 나하 FM보완중계국 개국.

## 라디오 주파수
| 중계국              | 콜사인 | 주파수   | 출력 | 비고                                                                                   |
| ------------------- | ------ | -------- | ---- | -------------------------------------------------------------------------------------- |
| 나하 방송국         | JORR   | 738kHz   | 10kW |                                                                                        |
| 나하 FM 보완중계국  |        | 92.1MHz  | 1kW  |                                                                                        |
| 나고 중계국         |        | 82.6 MHz | 100W |                                                                                        |
| 구니가미 중계국     |        | 88.8 MHz | 100W |                                                                                        |
| 미야코지마 중계국   |        | 82.7 MHz | 100W | 이전에는 중파 1152kHz로 방송. 2005년 4월 방송 개시. 콜사인 JORO가 있었으나 폐지되었다. |
| 타라마 중계국       |        | 82.2 MHz | 3W   | 2005년 4월 방송 개시.                                                                  |
| 이시가키 중계국     |        | 89.0 MHz | 100W | 2004년 4월 방송 개시.                                                                  |
| 소나이 중계국       |        | 83.9 MHz | 10W  | 2004년 4월 방송 개시.                                                                  |
| 요나구니 중계국     |        | 84.7 MHz | 10W  | 2004년 4월 방송 개시.                                                                  |
| 미나미다이토 중계국 |        | 81.4 MHz | 10W  | 2007년 4월 방송 개시.                                                                  |

## 텔레비전 네트워크 변천사
- 1960년 6월 1일 류큐정부에서 텔레비전 면허를 교부받으면서 개국.NHK·니혼TV·도쿄 방송·NET-TV의 프로그램을 방송했지만 일본과의 마이크로회선이 개통하지 않았기 때문에 테이프를 통한 녹화방송이었다[1].이때 뉴스 네트워크 JNN에 가맹하지만 당시는 류큐지국의 형태였으며 네트워크 뉴스는 방송할 수 없었다.
- 1964년 10월 1일 그 해 9월 일본과의 마이크로 회선이 개통하면서 네트워크 뉴스 방송이 가능하게 되고 이와 더불어 도쿄·오사카로부터의 동시방송이 가능하게 된다.이후 정식으로 뉴스는 JNN완전가맹, 프로그램은 프리 네트워크 방송으로 결정했으며 방송수준이 일본본토 같은 수준으로 비약한다.
- 1968년 12월 22일 오키나와 방송협회가 오키나와섬에서 방송을 시작했기 때문에, NHK의 프로그램이 중단된다.
- 1969년 10월 1일 오키나와 TV 방송이 FNS에 가맹했기 때문에 후지TV 프로그램이 중단되었고 이후에는 TBS 프로그램을 중심으로 니혼TV·NET-TV·도쿄 12채널의 프로그램은 오키나와 TV 방송과 프로그램 판매 형식으로공유하게 되었다.
- 1972년 5월 15일 오키나와의 통치권이 미국에서 일본으로 반환되면서 면허 사업이 우정성(현재의 총무성)에 양도되어 일본 텔레비전 면허가 교부된다.정식으로 뉴스 네트워크 JNN에 가맹.
- 1975년 3월 31일 준키국 네트워크 교환에 의해 오키나와 TV 방송에서 방송되고 있던 일부 마이니치 방송 프로그램이 모두 이행된다(반대로 아사히 방송 프로그램이 일부 오키나와 TV 방송으로 이행한다).
- 1994년 4월 1일 오키나와 TV 방송이 민간방송 교육협회 프로그램을 제외한 TV 아사히 프로그램 방송을 중지했기 때문에 아사히계열 프로그램은 류큐방송만 방송하게 된다.[2]
- 1995년 10월 1일 TV아사히와 출자해 설립한 류큐 아사히 방송 개국에 의해 TV아사히 프로그램이 방송중단된다.
- 2002년 4월 1일　민간방송 교육협회가맹에 의해 민교협 제작분만 한정해 TV 아사히 프로그램 방송을 재개한다.현재는 TBS 완전가맹국이지만 니혼TV 프로그램을 오키나와 TV 방송과, TV 도쿄의 프로그램은 오키나와 TV 방송과 류큐아사히방송이 공유하는 프로그램 판매 형태로 방송을 계속하고 있다[3].

## 보충서술
- 라디오 방송국 송신소는 나하 본국만 중파(AM)로 방송되며, 그 외의 지역에 설치된 중계국(오키나와 섬 북부·사키시마 열도·다이토 제도 등)은 외국 방송과의 혼신으로 인한 난청문제 때문에 초단파(FM)로 방송되고 있다.
- 미야코지마 중계국은 1964년부터 2005년 5월까지 중파로 방송을 송출하던[4] 미야코 중계방송국이었으며, 중파방송 송출이 중단되기 전 마지막 1개월 동안에는 지금 사용하고 있는 FM중계국과 동시 방송을 실시했었다.
- 이시가키 중계국이 설치되기 전까지 이시가키섬 주민들은 미야코 중계국을 통해 방송을 수신하거나, 섬의 독자적인 라디오 방송국 또는 중앙 방송 설비를 통해 수신하기도 했다.
- RBCi 라디오의 「라디오」부분 가타카나 로고는 키국인 TBS가 1991년까지 사용하고 있던 「TBS라디오」의 로고를 지금도 사용하고 있다.
- 1990년대 초, 현내에서 폭력단 항쟁으로 일반 시민과 경찰관이 사살된 사건이 있어 당시 TBS계열에서 방송되던 폭력단 관련영화를 다른 프로그램으로 교체했으며 오키나와테레비에서도 폭력단을 테마로 한 영화는 모두 다른작품으로 교체해 방송했다.이때의 영향으로 지금도 폭력단 관련영화는 되도록 방송하지 않고 있다.
- RBC 주최 이벤트 고지CM을 RBC뿐만이 아니라, QAB에서도 방송되는 일이 있다(그 경우 「주최·류큐 방송」을 「주최·00실행 위원회」로 하거나 「문의·RBC 사업부」를 「문의·00사무국」으로 바꿔쓰는 등 RBC의 회사명을 숨기로 자막을바꾸고 있다.덧붙여서 RBC 관계의 이벤트의 경우, QAB는 대부분 후원사가 되고 있다).
- 최근, 애니메이션 프로그램의 스폰서에 그 애니메이션과 연관된 업체를 채택하고 있다.(예:호빵맨에 오키나와현 제빵 협동조합)

### 불상사
- 1988년, 쇼와 천황이 더 빨리 종전을 선언했으면, 오키나와 전쟁은 일어나지 않았다고 하는 다큐멘터리를 방송했고 다큐멘터리는 현내외에서 파문을 일으켰으머 이에 대해 우익 단체가 류큐방송 앞으로 밀어닥쳐 류큐방송과 근접한일본국도 58호가 마비되는 소동이 일어났다.
- 1992년 RBC 특집 보도 부에서 새로운 이시가키 공항의 건설을 둘러싸고, 건설 추진 파에 거액의 뇌물이 있었다고 방송하였고 이에 대해 자유민주당 오키나와 현 의원이 항의하는 소동이되었다.
- 2007년 7월 15일 관련 회사에서 류큐 방송으로 파견된 카메라맨이 택시 운전기사에게 상해를 입힌 혐의로 체포되었다.

## 오키나와현에 있는 다른 텔레비전·라디오 방송국
- NHK 오키나와 방송국
- 오키나와 TV 방송(OTV) (후지 TV 계열)
- 류큐아사히 방송(QAB) (TV 아사히 계열)
- 라디오 오키나와（ROK）(NRN계열)
- FM오키나와 (JFN계열)